# Spencer (Oklahoma)
Spencer és una ciutat dels Estats Units a l'estat d'Oklahoma. Segons el cens del 2000 tenia 3.746 habitants.

## Demografia
Segons el cens del 2000, Spencer tenia 3.746 habitants, 1.420 habitatges, i 1.002 famílies. La densitat de població era de 270,9 habitants per km².
Dels 1.420 habitatges en un 29,4% hi vivien nens de menys de 18 anys, en un 47% hi vivien parelles casades, en un 17,8% dones solteres, i en un 29,4% no eren unitats familiars. En el 26,1% dels habitatges hi vivien persones soles l'11,5% de les quals corresponia a persones de 65 anys o més que vivien soles. El nombre mitjà de persones vivint en cada habitatge era de 2,59 i el nombre mitjà de persones que vivien en cada família era de 3,09.
Per edats la població es repartia de la següent manera: un 28,8% tenia menys de 18 anys, un 7,8% entre 18 i 24, un 24,2% entre 25 i 44, un 24,1% de 45 a 60 i un 15,1% 65 anys o més.
L'edat mediana era de 38 anys. Per cada 100 dones de 18 o més anys hi havia 88,4 homes.
La renda mediana per habitatge era de 31.116 $ i la renda mediana per família de 37.470 $. Els homes tenien una renda mediana de 30.199 $ mentre que les dones 21.153 $. La renda per capita de la població era de 18.242 $. Entorn del 15% de les famílies i el 19,1% de la població estaven per davall del llindar de pobresa.

## Poblacions més properes
El següent diagrama mostra les poblacions més properes.